# Dacoderus
Dacoderus es un género de coleóptero de la familia Salpingidae.

## Especies
Las especies que conforman este género son:
- Dacoderus acanthomma
- Dacoderus laevipennis
- Dacoderus rossi
- Dacoderus sleeperi
- Dacoderus steineri
- Dacoderus striaticeps
- Dacoderus werneri